# 本郷 (東栄町)
本郷（ほんごう）は、愛知県北設楽郡東栄町の大字である。小字が設置されているが丁目は設定されていない。

## 地理
東栄町の中部に位置する。

### 山岳
- 明神山

### 河川
- 大千瀬川
  - 足込川

### 小字
| - 字赤谷（あかや） - 字浅井（あさい） - 字石橋（いしばし） - 字上小田（うえこだ） - 字梅久保（うめくぼ） - 字老栃（おいどち） - 字大貝津（おおがいつ） - 字大沼（おおぬま） - 字大洞（おおぼら） - 字大森（おおもり） - 字柿平（かきだいら） - 字上大林（かみおおばやし） - 字上岡本（かみおかもと） - 字上桜平（かみさくらだいら） - 字上前畑（かみまえはた） - 字川田橋（かわだばし） - 字久保田（くぼた） - 字小林（こばやし） | - 字駒久保（こまくぼ） - 字沢口（さわぐち） - 字三本杉（さんぼんすぎ） - 字下大林（しもおおばやし） - 字下岡本（しもおかもと） - 字下貝津（しもがいつ） - 字下桜平（しもさくらだいら） - 字下前畑（しもまえはた） - 字杉田（すぎた） - 字鈴广（すずま） - 字伝峯（でんぼう） - 字中貝津（なかがいつ） - 字中立（なかだち） - 字西万場（にしまんば） - 字西山（にしやま） - 字登立（のぼりたち） - 字東万場（ひがしまんば） | - 字東山（ひがしやま） - 字二タ田（ふただ） - 字細野（ほその） - 字松久保（まつくぼ） - 字松ノ本（まつのもと） - 字的場（まとば） - 字丸山（まるやま） - 字南万場（みなみまんば） - 字南山（みなみやま） - 字南（みなみ） - 字宮平（みやんだいら） - 字明神（みょうじん） - 字森山（もりやま） - 字諸久保（もろくぼ） - 字八ツ田（やつだ） - 字山端（やまはし） - 字横道（よこみち） |

## 歴史
北設楽郡本郷村を前身とする。
1889年10月1日に本郷、下田、川角の各村が合併し本郷村が発足する。同日、旧本郷村廃止。
1955年4月1日には本郷町と下川村、御殿村、園村の各村が合併して東栄町となる。

## 世帯数と人口
2015年（平成27年）10月1日現在の世帯数と人口は以下の通りである。
| 大字 | 世帯数  | 人口  |
| ---- | ------- | ----- |
| 本郷 | 387世帯 | 897人 |

### 人口の変遷
国勢調査による人口の推移
| 1995年（平成7年）  | 1,247人 | [ 5 ] |  |
| 2000年（平成12年） | 1,098人 | [ 6 ] |  |
| 2005年（平成17年） | 1,034人 | [ 7 ] |  |
| 2010年（平成22年） | 934人   | [ 8 ] |  |
| 2015年（平成27年） | 897人   | [ 2 ] |  |

## 施設
- 東栄町役場
- 東栄町立東栄中学校
- 東栄町立東栄小学校
- 東栄郵便局
- 総合文化センター博物館
- 下川診療所

## 交通
道路
- 国道151号
  - 別所街道
  - 新本郷トンネル
- 国道473号
- 長野県道・愛知県道74号阿南東栄線

路線バス
- おでかけ北設[9]
  - 1-東栄設楽線
  - 2-豊根東栄線
  - 3-東栄線
  - E1-御園線
  - E2-東薗目線

## その他

### 日本郵便
- 郵便番号 : 449-0214[3]（集配局：東栄郵便局[10]）。

## 参考資料
- 『角川日本地名大辞典 23 愛知県』、1989年
- 『日本歴史地名大系 23 愛知県の地名』、1981年